# Bisam (Geruchsstoff)
Bisam (lat. bisamum, aus hebräisch bōśæm, bæśæm) ist die Bezeichnung für einen sehr intensiven Geruchsstoff; zudem ist es eine andere Bezeichnung für Moschus, einen vom Sibirischen Moschustier (Moschus moschiferus) erzeugten Duftstoff.

Als Arzneimittel war Bisam  im alten China und seit dem frühen Mittelalter bei den Byzantinern und Arabern  in Gebrauch.
Schedels Warenlexikon von 1814 beschreibt Bisam oder Moschus als „eine schwarzgraue, bräunliche Materie, dem geronnenen Blut ähnlich, von scharfem, bitterlichem Geschmack.“ Weiterhin: „Der Tibetanische Bisam hat einen viel stärkeren Geruch als der Sibirische. – Im Handel kommt der Moschus zu uns aus China, Persien und Ostindien, vorzüglich von Calcuta über England und Holland.“
In Marianne Strüfs Kochbuch von 1838 wird Bisam dem Muskaziny (Wiener Confekt) als Gewürz zugegeben.
Die aus Nordamerika stammende Bisamratte (Ondatra zibethicus) verdankt ihren Namen einem stark nach Moschus duftenden Sekret, das die Geschlechtsanhangdrüsen der Männchen absondern. Für diese Tiere ist die Kurzbezeichnung Bisam gebräuchlich, in der Kürschnerei wird das Fell der Tiere  als Bisam bezeichnet. Ebenfalls nach dem Bisam benannt ist der Bisamapfel, ein Duftgefäß, das in den vergangenen Jahrhunderten als Parfumersatz Verwendung fand. Bisamblume ist ferner eine Bezeichnung der Moschusflockenblume (Amberboa moschata).

## Belege
1. ↑  Ruth Spranger: Zur Verwendung des Moschus (Bisam) und seiner Ersatzstoffe in der mittelalterlichen Medizin, insbesondere im ‚Breslauer Arzneibuch‘. In: Würzburger medizinhistorische Mitteilungen Band 17, 1998, S. 181–186, hier: S. 182.
2. ↑  Johann Christian Schedels neues und vollständiges Waaren-Lexikon oder deutliche Beschreibung aller rohen u. verarbeiteten Produkte, Kunsterzeugnisse und Handelsartikel, Verlag Carl Ludwig Brede, Offenbach am Main 1814.
3. ↑  Marianne Strüfs: Kochbuch, Balz’sche Buchhandlung, Stuttgart 1838, 2. Auflage 1841.